# Sakál
A sakál a kutyafélék családjában a Canis nem három fajának tagjait jelenti, melyek Afrikában, Ázsiában és Délkelet-Európában élnek. Ezeken a területeken az észak-amerikai prérifarkashoz hasonló ökológiai fülkét (niche-t) töltenek be: kis- és közepes termetű állatokra vadásznak, dögevők és mindenevők. Hosszú lábaik és görbe szemfogaik kisebb emlősök, madarak és rovarok elejtéséhez alkalmazkodtak. Lábaik alkalmassá teszik őket arra, hogy hosszú időn keresztül mintegy 16 km/órás sebességgel fussanak. Főként hajnalban és szürkületkor aktívak.
Társadalmuk alapvető egysége a monogám pár, amely területét megvédi a többi pártól. Territóriumuk határait vizelettel és ürülékkel megjelölik, a behatolókat pedig kiűzik. A terület elég nagy ahhoz, hogy eltartsa utódaikat is, amíg saját területet nem keresnek. A sakálok időnként csoportokba tömörülnek, például egy nagyobb tetem körül, de általában egyedül vagy párban vadásznak.

## Fajok
- Aranysakál (Canis aureus), Európa délkeleti része és Ázsia mediterrán jellegű vidékei (egészen Indokínáig)
- Sujtásos sakál (Canis adustus), Afrika középső és déli része
- Panyókás sakál (Canis mesomelas),  Kelet-Afrika és Dél-Afrika

## Magyarországon
A 18. század végéig őshonos volt a nádi farkas vagy toportyán vagy csikasz néven is ismert aranysakál. Az 1980-as évektől újra megjelentek, főleg a Dunántúl déli részén.

## Kulturális vonatkozásai
Az ókori Egyiptom egyik legfontosabb istene, Anubisz sakál képében jelent meg. Anubisz jóságos halálisten, ő kísérte az alvilágba az elhunytakat, emellett a mumifikálás folyamatát is ő védelmezte.

## Fordítás
- Ez a szócikk részben vagy egészben a Jackal című angol Wikipédia-szócikk ezen változatának fordításán alapul.  Az eredeti cikk szerkesztőit annak laptörténete sorolja fel. Ez a jelzés csupán a megfogalmazás eredetét és a szerzői jogokat jelzi, nem szolgál a cikkben szereplő információk forrásmegjelöléseként.